# Liste der Landschaftsschutzgebiete im Kreis Olpe
Die Liste der Landschaftsschutzgebiete im Kreis Olpe enthält die Landschaftsschutzgebiete des Kreises Olpe in Nordrhein-Westfalen.
| Bild | Nummer        | Bezeichnung des Gebietes                                  | Fläche in Hektar | WDPA-ID   | Koordinaten | Datum der Verordnung |
| ---- | ------------- | --------------------------------------------------------- | ---------------- | --------- | ----------- | -------------------- |
|      | LSG-4711-015  | Landschaftsschutzgebiet Kreis Olpe                        | 26256,74         | 555555098 | Position    | 1984                 |
|      | LSG-4812-0001 | Landschaftsschutzgebiet Attendorn-Heggen-Helden, Typ A    | 0,00             | 555555266 | Position    | 2006                 |
|      | LSG-4812-0002 | Landschaftsschutzgebiet Attendorn-Heggen-Helden, Typ B    | 362,44           | 555555267 | Position    | 2006                 |
|      | LSG-4813-0001 | Landschaftsschutzgebiet Elsper Senke–Lennebergland, Typ A | 7199,52          | 555555270 | Position    | 2006                 |
|      | LSG-4813-0002 | Landschaftsschutzgebiet Elsper Senke–Lennebergland, Typ B | 426,31           | 555555271 | Position    | 2006                 |
|      | LSG-4813-001  | Landschaftsschutzgebiet Bigge-Lister-Bergland, Typ A      | 5019,61          | 555555272 | Position    | 2013                 |
|      | LSG-4813-0003 | Landschaftsschutzgebiet Bigge-Lister-Bergland, Typ B      | 293              | 378680    |             | 2013                 |
|      | LSG-4813-0004 | Landschaftsschutzgebiet Biggesee / Listersee              | 738              | 378681    |             | 2013                 |
|      | LSG-4912-0001 | Landschaftsschutzgebiet Wenden-Drolshagen, Typ A          | 8818,53          | 555555401 | Position    | 2006                 |
|      | LSG-4912-0002 | Landschaftsschutzgebiet Wenden-Drolshagen, Typ B          | 1003,48          | 555555402 | Position    | 2006                 |